# Giovanni Goria

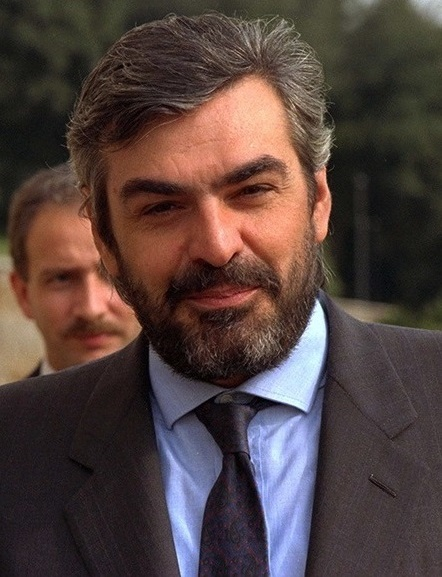
Giovanni Goria

Giovanni Giuseppe Goria (* 30. Juli 1943 in Asti; † 21. Mai 1994 ebenda) war ein italienischer Politiker der Democrazia Cristiana. Von 1987 bis 1988 war er Präsident des Ministerrats und bekleidete davor wie danach diverse weitere Regierungsposten.

## Politischer Werdegang
Goria wurde 1960 Mitglied der DC und 1976 in die Abgeordnetenkammer gewählt. Von Juni 1981 bis Juni 1982 war er Staatssekretär im Haushaltsministerium, von Dezember 1982 bis Juli 1987 unter verschiedenen Regierungen Schatzminister.
Nach den Parlamentswahlen im Jahr 1987 wurde Giovanni Goria am 28. Juli 1987 zum seinerzeit jüngsten Ministerpräsidenten Italiens ernannt. Erst mit Matteo Renzi wurde im Jahr 2014 ein noch jüngerer Politiker italienischer Regierungschef.
Giovanni Goria trat am 11. März 1988 zurück, als das Parlament nach Haushaltsstreitigkeiten sich weigerte, den Haushalt seines Kabinetts zu verabschieden. Schon vorher hatte er zweimal seinen Rücktritt eingereicht, als seine Fünfparteien-Koalition zu zerbrechen drohte; beide Male hatte Staatspräsident Francesco Cossiga das Rücktrittsgesuch jedoch abgelehnt.
In der Folgezeit bekleidete er noch das Amt des Landwirtschaftsministers unter Giulio Andreotti und das des Finanzministers unter Giuliano Amato, bevor er 1993 im Rahmen einer großen Korruptionsaffäre, die viele berühmte Köpfe seiner Partei betraf, endgültig aus der Politik ausschied. Noch bevor sein Verfahren wegen Bestechlichkeit abgeschlossen werden konnte, verstarb er an Lungenkrebs in seiner Heimatstadt Asti.